# Kadomka, Kaharlîk
Kadomka (în ucraineană Кадомка) este localitatea de reședință a comunei Kadomka din raionul Kaharlîk, regiunea Kiev, Ucraina.

## Demografie
Componența lingvistică a localității Kadomka
     Ucraineană (96,59%)
     Rusă (3,41%)
Conform recensământului din 2001, majoritatea populației localității Kadomka era vorbitoare de ucraineană (96,59%), existând în minoritate și vorbitori de rusă (3,41%).